# Bezirk Bełz
Bezirk Bełz – dawny powiat (Bezirk) kraju koronnego Królestwo Galicji i Lodomerii, funkcjonujący w latach 1854–1867. Siedzibą starostwa było miasto Bełz.

## Historia
Bezirk Bełz utworzono w ramach reformy uwłaszczeniowej z okresu Wiosny Ludów (1848–1849), która likwidowała jurysdykcję właściciela ziemskiego nad poddanymi. W Galicji, dominium – jako podstawowa jednostka administracyjna i filar systemu feudalnego straciło rację bytu. Konieczne stało się zatem wprowadzenie nowego systemu administracyjnego, którego zręby powstały w latach 1851–1855. Nowy trójstopniowy podział administracyjny objął 21 cyrkułów (niem. Kreise), 179 małych powiatów (niem. Bezirke) i ponad 6000 gmin (niem. Gemeinde).
Bezirk Bełz objął obszar o wielkości 7,1 mil², zamieszkany przez 22.591 ludzi i podzielony na 43 gminy katastralne, w tym jedno miasto (Bełz) i dwa miasteczka (Krystynopol i Waręż). Wszedł w skład cyrkułu żółkiewskiego, jako jeden z jego dziesięciu powiatów. Na północy graniczył z Imperium Rosyjskim.
Po nadaniu Galicji autonomii oraz powołaniu samorządu gminnego i powiatowego w 1865 zlikwidowano cyrkuły (Kreise). Dotychczasowe małe powiaty (Bezirke) w liczbie 179, utrzymały się do 1867 roku, kiedy to w następstwie kolejnej reformy administracyjnej (23 stycznia 1867) zostały zastąpione przez 74 większych powiatów. Obszar zniesionego Bezirk Bełz wszedł wtedy w całości w skład nowego powiatu sokalskiego.

## Podział administracyjny (1854)
| Lp. | Gmina jednostkowa             | Powierzchnia | Ludność | Powiat w 1867 po zniesieniu |
| --- | ----------------------------- | ------------ | ------- | --------------------------- |
| 1   | Bełz (M)                      | 2034         | 2310    | sokalski                    |
| 2   | Góra z Kuliczkowem            | 6774         | 669     | sokalski                    |
| 3   | Prusinów                      | 3258         | 487     | sokalski                    |
| 4   | Budynin                       | 1609         | 547     | sokalski                    |
| 5   | Cebłów z Tuszkowem            | 2477         | 737     | sokalski                    |
| 6   | Przemysłów                    | 1114         | 409     | sokalski                    |
| 7   | Oserdów                       | 915          | 410     | sokalski                    |
| 8   | Żużel                         | 2249         | 691     | sokalski                    |
| 9   | Waniów                        | 1282         | 476     | sokalski                    |
| 10  | Myców z Wyżłowem              | 1828         | 541     | sokalski                    |
| 11  | Worochta                      | 1039         | 386     | sokalski                    |
| 12  | Chłopiatyn                    | 1075         | 351     | sokalski                    |
| 13  | Wierzbiąż                     | 1397         | 311     | sokalski                    |
| 14  | Machnówek                     | 1503         | 408     | sokalski                    |
| 15  | Żabcze Murowane               | 1407         | 472     | sokalski                    |
| 16  | Głuchów                       | 1096         | 279     | sokalski                    |
| 17  | Szmitków                      | 1274         | 256     | sokalski                    |
| 18  | Moszków                       | 940          | 364     | sokalski                    |
| 19  | Hatowice                      | 637          | 201     | sokalski                    |
| 20  | Leszczków                     | 1407         | 309     | sokalski                    |
| 21  | Siebieczów                    | 2800         | 558     | sokalski                    |
| 22  | Rusin                         | 1147         | 345     | sokalski                    |
| 23  | Bezejów                       | 679          | 245     | sokalski                    |
| 24  | Bojanice                      | 863          | 251     | sokalski                    |
| 25  | Piwowszczyzna                 | [ 6 ]        | 244     | sokalski                    |
| 26  | Ostrów                        | 3577         | 925     | sokalski                    |
| 27  | Boratyn z Madziarkami i Wydrą | 3208         | 821     | sokalski                    |
| 28  | Krystynopol (m) z Nowymdworem | 1833         | 2201    | sokalski                    |
| 29  | Dobraczyn                     | 1691         | 817     | sokalski                    |
| 30  | Klusów                        | 891          | 325     | sokalski                    |
| 31  | Liski                         | 1653         | 446     | sokalski                    |
| 32  | Przewodów                     | 2138         | 586     | sokalski                    |
| 33  | Kościaszyn                    | 1130         | 308     | sokalski                    |
| 34  | Żniatyn                       | 1569         | 500     | sokalski                    |
| 35  | Hulcze z Chochłowem           | 2371         | 682     | sokalski                    |
| 36  | Dłużniów z Winnikami          | 1648         | 443     | sokalski                    |
| 37  | Liwcze                        | 956          | 105     | sokalski                    |
| 38  | Łubów z Korkowem              | 1525         | 382     | sokalski                    |
| 39  | Waręż (m)                     | 897          | 612     | sokalski                    |
| 40  | Waręż Dorf                    | 2466         | 465     | sokalski                    |
| 41  | Horodyszcze pod Warężem       | 566          | 240     | sokalski                    |
| 42  | Sulimów                       | 1281         | 297     | sokalski                    |
| 43  | Witków                        | 877          | 179     | sokalski                    |

Objaśnienie:
(M) = miasto; (m) = miasteczko